# جون ر. ماكلين
جون ر. ماكلين (بالإنجليزية: John R. McLean)‏ هو ناشر أمريكي، ولد في 17 سبتمبر 1848، وتوفي في 9 يونيو 1916.